# Dreisbachia pictifrons
Dreisbachia pictifrons är en stekelart som först beskrevs av Thomson 1877.  Dreisbachia pictifrons ingår i släktet Dreisbachia och familjen brokparasitsteklar. Arten är reproducerande i Sverige. Utöver nominatformen finns också underarten D. p. rufigaster.